# Hyacinthus Constantinus Fredericus Kerstens
Hyacinthus Constantinus Fredericus Kerstens (Boxmeer, 22 maart 1821 - Mill, 28 april 1887) was een Nederlandse notaris en politicus.

## Familie
Kerstens was een zoon van dr. Franciscus Johannes Kerstens (1789-1851), arts en burgemeester in Boxmeer, en Johanna Maria Mechtildis Hendrica van de Mortel (1796-1880). Hij was een oomzegger van mr. Joannes Benedictus Hyacinthus van de Mortel. Kerstens trouwde met Jacomina Martina de Bont, hieruit werden vier zoons en twee dochters geboren.

## Loopbaan
Vanaf 1843 was Kerstens kandidaat-notaris in Boxmeer. Hij was daarnaast griffier van het kantongerecht (1844-1870).
In 1870 werd hij benoemd tot notaris in Mill. In datzelfde jaar werd hij administrateur bij de Noord-Brabantsch-Duitsche Spoorweg-Maatschappij.
In zijn politieke loopbaan was Kerstens lid van de Provinciale Staten van Noord-Brabant (1850-1871) en lid van de Tweede Kamer der Staten-Generaal (1860-1871). Hij sprak vrij zelden in de Kamer, onder meer over spoorwegen en belastingen.
Kerstens overleed op 66-jarige leeftijd in zijn woonplaats Mill.
- Biografisch Portaal: 02046302
- Parlement.com: vg09ll27icqh